# The OF Tape Vol. 2
The OF Tape Vol. 2 è l'album di debutto del collettivo hip hop statunitense Odd Future, pubblicato il 20 Marzo 2012 da Odd Future Records e RED. È il seguito del loro mixtape di debutto, The Odd Future Tape (2008). L'album presenta apparizioni dei membri degli Odd Future, tra cui Tyler, The Creator, Hodgy, Domo Genesis, Frank Ocean, Mike G, Syd, Matt Martians, Pyramid Vritra, Travis Bennett, Jasper Dolphin, Left Brain e L-Boy, oltre a un'apparizione non accreditata di Earl Sweatshirt.
Il disco vende 40 000 copie nella sua prima settimana, debuttando nella Billboard 200. Al maggio 2012, raggiunge le 71 000 copie vendute negli USA. L'album raggiunge il primo posto nella classifiche di Billboard Top Rap Albums, Top R&B/Hip-Hop Albums e Top Independent Albums. Ottiene 71/100 su Metacritic, punteggio basato su 24 recensioni.

## Descrizione
Tutte le tracce dell'album sono state eseguite dai cantanti appartenenti agli Odd Future, non sono presenti collaborazioni. La canzone "Ya Know" è stata prodotta da Matt Martians e Pyramid Vritra, appartenenti al gruppo The Jet Age of Tomorrow (prima The Super 3). Sono presenti altri tre gruppi nell'album: The Internet formato da Syd e Matt Martians, presente nella traccia "Ya Know"; MellowHype formato da Hodgy e Left Brain, presente nelle tracce "50", "Snow White" e "Real Bitch"; MellowHigh formato da Domo Genesis, Hodgy e Left Brain, presente nelle tracce "Bitches", "Lean", "Rella" e "Hcapd". Nell'ultima traccia ("Oldie") sono presenti tutti i membri appartenenti al gruppo in quel periodo.
| Recensione           | Giudizio |
| -------------------- | -------- |
| AllMusic             | [ 1 ]    |
| XXL                  | [ 5 ]    |
| HipHopDX             | [ 5 ]    |
| Entertainment Weekly | B-       |
| The A.V. Club        | A-       |
| Spin                 | [ 5 ]    |
| RapReviews           | [ 5 ]    |
| Pitchfork            | [ 5 ]    |
| PopMatters           | [ 5 ]    |
| Rolling Stone        | [ 5 ]    |

## Tracce
1. L-Boy – Hi – 1:26
2. MellowHigh – Bitches – 3:21
3. Tyler, The Creator & Hodgy – NY (Ned Flander) – 2:39
4. The Internet – Ya Know – 4:01 – The Jet Age of Tomorrow
5. Mike G – Forest Green – 3:02
6. MellowHigh – Lean – 2:35
7. Tyler, The Creator, Frank Ocean, Syd – Analog 2 – 4:36
8. MellowHype – 50 – 3:19
9. MellowHype & Frank Ocean – Snow White – 2:27
10. MellowHigh & Tyler, The Creator – Rella – 3:10
11. MellowHype & Travis Bennett – Real Bitch – 3:25
12. Hodgy & Tyler, The Creator – P – 3:16
13. Frank Ocean – White – 2:03
14. MellowHigh & Tyler, The Creator – Hcapd – 3:41
15. Domo Genesis & Tyler, The Creator – Sam (Is Dead) – 3:22
16. Domo Genesis – Doms – 3:13
17. Jasper Dolphin, Travis Bennett, Tyler, The Creator – We Got Bitches – 3:19
18. Odd Future – Oldie – 10:36

## Classifiche settimanali
| Classifica (2012)         | Posizione massima |
| ------------------------- | ----------------- |
| Australia                 | 34                |
| Canada                    | 13                |
| Danimarca                 | 23                |
| Nuova Zelanda             | 40                |
| Regno Unito               | 40                |
| Stati Uniti               | 5                 |
| US Independent Albums     | 1                 |
| US Top Rap Albums         | 1                 |
| US Top R&B/Hip-Hop Albums | 1                 |